# Демонтаж советской жизни
«Демонтаж советской жизни. Повседневные формы хозяйства после социализма» (англ. The Unmaking of Soviet Life: Everyday Economies after Socialism) — книга профессора азиатской антропологии Кембриджского университета Кэролайн Хамфри, вышедшая в 2002 году и представляющая собой сборник из десяти эссе, посвящённых политике, собственности и обществу в России; географически книга охватывает Центральную Россию, Сибирь и Монголию.

## Награды
- Association for Women in Slavic Studies — Winner of the Heldt Prize (2002).

## Издания
- Humphrey C.[англ.]. Демонтаж советской жизни. Повседневные формы хозяйства после социализма = The Unmaking of Soviet Life: Everyday Economies After Socialism. — Cornell University Press, 2002. — 265 p. — (Culture and society after socialism, Vol. 1; G — Reference, Information and Interdisciplinary Subjects Series). — ISBN 9780801487736. — ISBN 0801487730.